# Italia 1

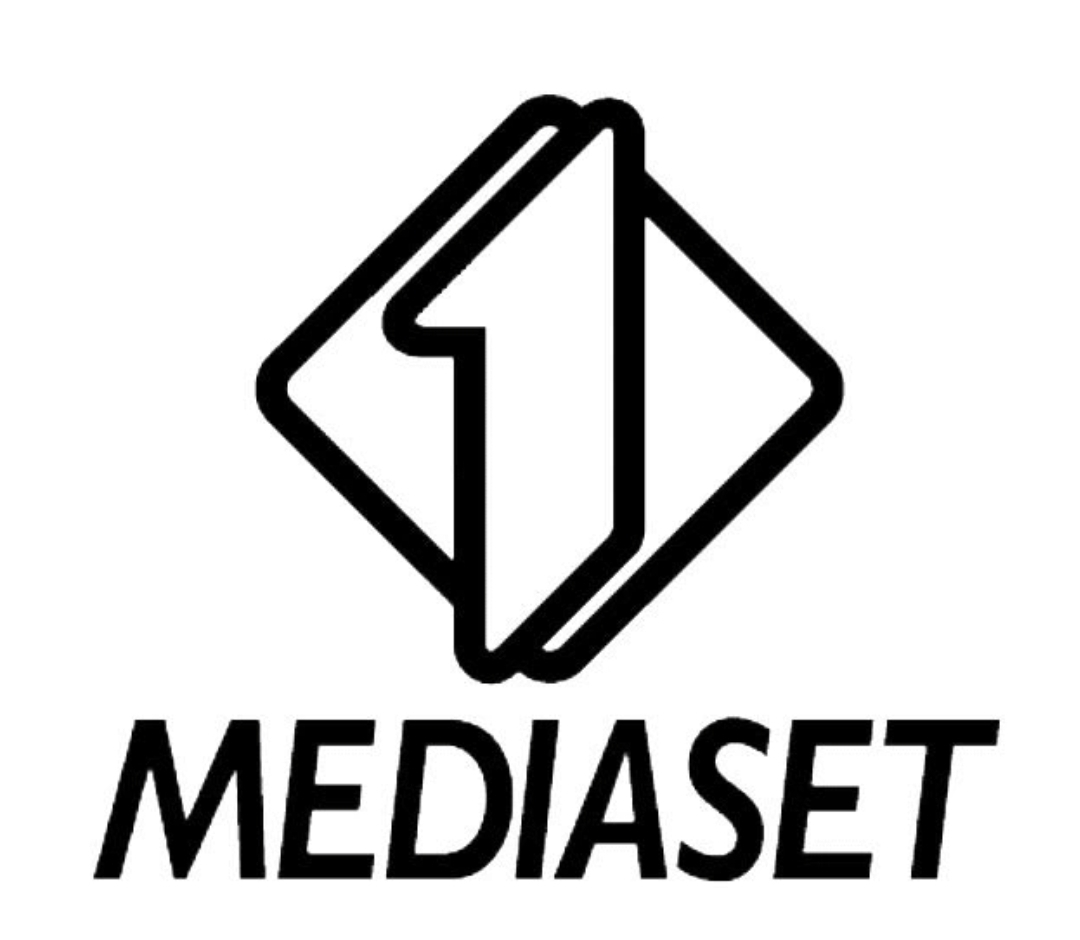
Logo Italia 1

Italia 1 (Italia Uno) je italský televizní kanál patřící do skupiny Mediaset.
Italia 1 vznikl v roce 1982 a vysílá i v DVB-T po celé Itálii a také přes satelit Hot Bird. Vysílání je ale kódované a dostupné pouze přes službu TivuSat.
Program je určen mladším divákům.

## Výběr pořadů
- La Talpa (reality show)
- Saturday Night Live (show)
- Candid Camera Show (show)

- Pop Idol (talent show)
- Festivalbar (hudební festivalová show)

## Seriály
- CSI NY (USA)
- CSI Miami (USA)

- CSI Las Vegas (USA)
- Přátelé (USA)
- Drzá Jordan (USA)
- Ugly Betty (USA)
- Smallville (USA)

- The O.C. (USA)
- Odpočívej v pokoji (USA)
- Sabrina (USA)
- Malcolm (USA)
- Hope & Faith (USA)
- Californication (USA)
- Útěk z vězení (USA)
- VIP (USA)

- Šmoulové (USA/Belgie)
- Simpsonovi (USA)
- Police Academy (USA)
- Dragon Ball (3 serie) (Japonsko)
- Naruto (Japonsko)
- Pokemon (Japonsko)
- Hannah Montana (USA)
- Tequila & Bonetti (Itálie/USA)

Vždy v letních měsících a to pravidelně od roku 1983 vysílá hudební festival Festivalbar. Jedná se o mega show která začíná zpravidla v polovině června a končí začátkem srpna a vysílá se živě každý týden. Festivalbar patří k největším letním hudebním akcím v Evropě.